# プークー
プークー（Kobus vardonii）は、ウシ科ウォーターバック属に分類される偶蹄類。

## 分布
アンゴラ、コンゴ民主共和国、ザンビア、タンザニア、ボツワナ、マラウイ

## 形態
体長126-142センチメートル。尾長28-32センチメートル。肩高オス90-100センチメートル、メス82-92センチメートル。体重65-77キログラム。全身は長く硬い体毛で被われ、背面中央部の体毛は前方に向かって生える。全身の毛衣は黄褐色や灰褐色。耳介の基部や内側、唇、喉、胸部から腹部の毛衣は白い。
後肢基部内側（鼠蹊腺）に臭腺がある。 
オスにのみアルファベットの「S」字状にやや湾曲した太くて短い角がある。角長40-54センチメートル。乳頭の数は4個。
- K. v. senganus　センガプーク

耳介背面に入る黒色斑が大型。
- K. v. vardonii　ザンベジプークー

耳介背面に入る黒色斑が小型。

## 分類
コーブの亜種とする説もある。
- Kobus vardonii senganus　(Sclater & Thomas, 1896)　センガプーク、ルアングァプークー
- Kobus vardonii vardonii　(Livingstone, 1857)　アンゴラプークー、ザンベジプークー

## 生態
3-10頭の群れを形成し生活する。
食性は植物食で、草、木の葉などを食べる。
繁殖期になるとオスは一定の場所に縄張りを形成するが密集しない。